# Micropoltys
Micropoltys Kulczyński, 1911 è un genere di ragni appartenente alla famiglia Araneidae.

## Etimologia
Il nome è composto da una prima parte che deriva dal greco μίκρος, mìkros, cioè piccolo, minuto, e dalla seconda parte che richiama il genere Poltys C. L. Koch, 1843, con cui ha in comune varie caratteristiche.

## Distribuzione
Le quattro specie oggi note di questo genere sono state reperite in Nuova Guinea e Australia: la M. baitetensis e la M. heatherae sono endemismi.

## Comportamento
Come tutti gli appartenenti alla tribù del Poltyini, sono noti per la capacità di mimetizzarsi.

## Tassonomia
Dal 2010 non sono stati esaminati esemplari di questo genere.
A marzo 2014, si compone di quattro specie:
- Micropoltys baitetensis Smith & Levi, 2010 - Nuova Guinea
- Micropoltys debakkeri Smith & Levi, 2010 - Nuova Guinea, Queensland
- Micropoltys heatherae Smith & Levi, 2010 - Queensland
- Micropoltys placenta Kulczyński, 1911[2] - Nuova Guinea